# بازدارنده سیستم رنین-آنژیوتانسین
بازدارنده‌های سیستم رنین-آنژیوتانسین (به انگلیسی: Renin-angiotensin system inhibitor) که با نام «RAS blocker» هم شناخته می‌شوند به گروهی از داروها گفته می‌شود که زنجیرهٔ عملکرد سیستم رنین-آنژیوتانسین را در برخی نقاط آن قطع می‌کند. به بیان دیگر، این داروها جلوی عملکرد سیستم رنین-آنژیوتانسین را به‌طور مستقیم و غیر مستقیم می‌گیرند. سه نوع از این داروها در دسترس است:
- بازدارنده‌های رنین
- بازدارنده‌های آنزیم مبدل آنژیوتانسین (ACEIs)
- مسدودکننده گیرنده آنژیوتانسین ۲ نوع ۱ (AT1) (ARBs)

این داروها همگی در نهایت باعث می‌شوند که «آنژیوتانسین ۲» ساخته نشود یا اینکه در بافتِ هدف، عمل خود را انجام ندهد.
«آنژیوتانسین ۲» از فعال‌شدگی «گیرنده‌های جنب‌گلومرولی AT1» در کلیه جلوگیری می‌کنند و بدین ترتیب قادر نیست که تشخیص دهد چه زمانی باید آنزیم رنین را ترشح کند. هرچه گیرنده‌های بیشتری خاموش بمانند، رنین بیشتری از کلیه ترشح می‌شود.